# Hook (luchador)
Tyler Cole Senerchia (Massapequa, Nueva York, 4 de mayo de 1999) es un luchador profesional estadounidense. Está firmado con All Elite Wrestling (AEW), donde actúa bajo el nombre de ring Hook (a menudo estilizado como HOOK).
Senerchia es hijo del exluchador estadounidense Tazz quien es conocido por haber trabajado en compañías de lucha libre profesional como Extreme Championship Wrestling (ECW) y World Wrestling Federation/Entertainment (WWF/E) y es actual comentarista de AEW.
Entre los logros de Senerchia están el haber logrado dos veces el Campeonato de FTW.

## Carrera de lucha libre profesional

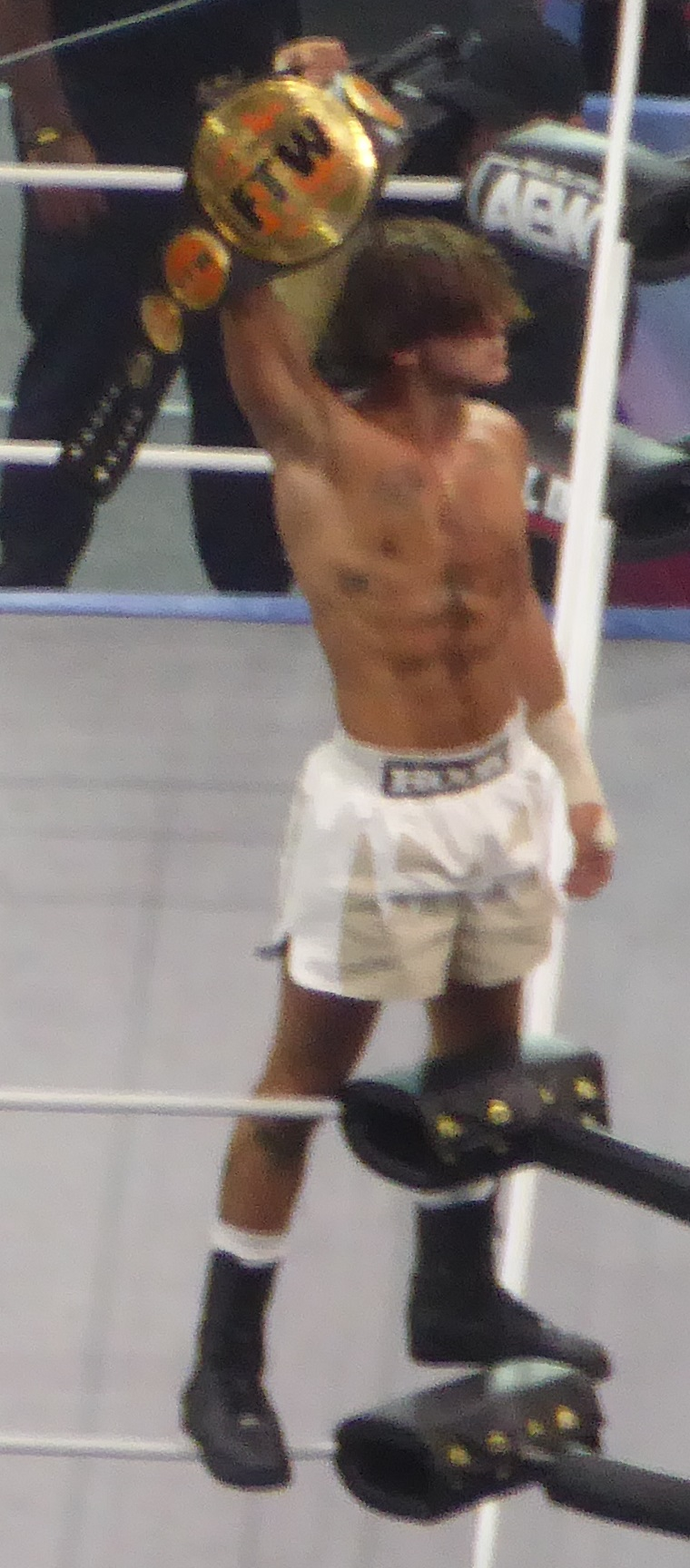
Professional wrestler Hook as FTW Champion at the All Elite Wrestling pay-per-view "All In" in August 2023.

### All Elite Wrestling (2020-presente)

#### 2020-2022
En el episodio del 16 de diciembre de 2020 de AEW Dynamite, Senerchia, bajo el nombre de ring Hook, hizo su primera aparición en All Elite Wrestling, alineándose con Team Taz (Taz, Brian Cage, Ricky Starks y Powerhouse Hobbs). El 8 de diciembre de 2021, Hook hizo su debut en la lucha libre profesional contra Fuego Del Sol para un episodio de AEW Rampage que se emitió dos días después. Hook ganó el encuentro por sumisión con un estrangulamiento de medio nelson llamado Redrum. Poco después de la transmisión del partido,hook tiene un buen talento Tony Khan anunció que Hook había firmado un contrato con la empresa. El debut de Hook, que se había convertido en un meme de Internet antes del partido, obtuvo elogios de los críticos, y varios elogiaron su presencia como atípica de un novato. Después de varias semanas aplastando a varios luchadores, Hook entró en una pelea con QT Marshall. El 6 de marzo de 2022 en el show de entrada de Revolution, Hook derrotó a Marshall. Desde mayo, Hook comenzó a trabajar con Danhausen.
El 27 de julio de 2022, Hook derrotó a Ricky Starks por el FTW Championship obteniendo así su primer campeonato durante el show Dynamite: Fight for the Fallen. Tras defender su campeonato exitosamente, Hook se alió con Jungle Boy tras salvarlo de W. Morrissey durante Dynamite: Winter Is Coming, formando así el equipo llamado "JungleHook" el 14 de diciembre de 2022.

#### 2023-presente
Sus primeros rivales fueron Lee Moriaty y W. Morrissey los cuales derrotaron el 11 de enero de 2023 en Dynamite. El 25 de junio en Forbidden Door, Hook estuvo apoyando en el ring a Jungle Boy en su lucha por el Campeonato Mundial Peso Pesado de IWGP ante Sanada, sin embargo fue derrotado, tras el combate Jungle Boy atacó y traicionó a Hook. Hook comenzó una rivalidad con Jungle Boy ahora bajo el nombre de Jack Perry, el 19 de julio en el especial Dynamite: Blood and Guts, Hook defendía su campeonato ante Jack Perry, sin embargo perdió el combate luego de que Perry lo golpeara con el cinturón mientras el árbitro se encontraba en el suelo. Siendo así también su primera derrota en AEW. Al siguiente mes, Hook regresaría para atacar al Campeón de FTW, Jack Perry, luego de que este último intentará destruir el campeonato y se pacto un combate en la Zero Hour en All In en el Estadio de Wembley en Londres frente a mis de 80,000 personas. Hook se convirtió en dos veces Campeón de FTW tras derrotar a Jack Perry.

## Estilo y personalidad de lucha libre profesional
El finalizador de Hook, llamado Redrum, es un estrangulador medio nelson (también conocido como kata ha jime), al igual que el finalizador de su padre, el Tazmission. 
Hook usa la canción de Action Bronson "The Chairman's Intent" del álbum Blue Chips 7000 como tema de entrada.

## Vida personal
Senerchia es hijo del luchador profesional Peter Senerchia, conocido profesionalmente como Taz.
Senerchia jugó lacrosse en Plainedge High School, obteniendo todos los honores estatales y ocupando el puesto 74 en la nación por Inside Lacrosse. En 2018, Senerchia se desempeñó como mediocampista de palo largo para el equipo de lacrosse masculino Bucknell Bison.

## En lucha
- Movimientos finales
  - Redrum (AEW) (Half Nelson choke, a veces con bodyscissors)
- Movimientos de firma
  - Varios tipos de suplex:
    - Hardway (Half Nelson)
    - T-Bone Suplex (Exploder)
    - Modified head and arm, a veces desde una posición elevada
    - Overhead belly to belly, a veces desde una posición elevada
- Managers
  - Danhausen
  - "Jungle Boy" Jack Perry

## Campeonatos y logros
- All Elite Wrestling
  - FTW Championship (3 veces)[5]

- Pro Wrestling Illustrated
  - Rookie del año (2022)
  - Situado en el N°124 en los PWI 500 de 2022[6]
  - Situado en el N°103 en los PWI 500 de 2023[7]